# Пихтла (волость)
Пихтла (эст. Pihtla  ) — бывшая волость в Эстонии в составе уезда Сааремаа. В ходе административно-территориальной реформы 2017 года все 12 самоуправлений на острове Сааремаа были объединены в единое самоуправление — волость Сааремаа.

## Положение
Площадь волости — 228,11 км², численность населения на  1 января 2006 года составляла 1400 человек.
Административный центр волости — деревня Пихтла. Помимо этого, на территории волости находятся ещё 40 деревень.
На территории волости находится знаменитый кратер Каали.

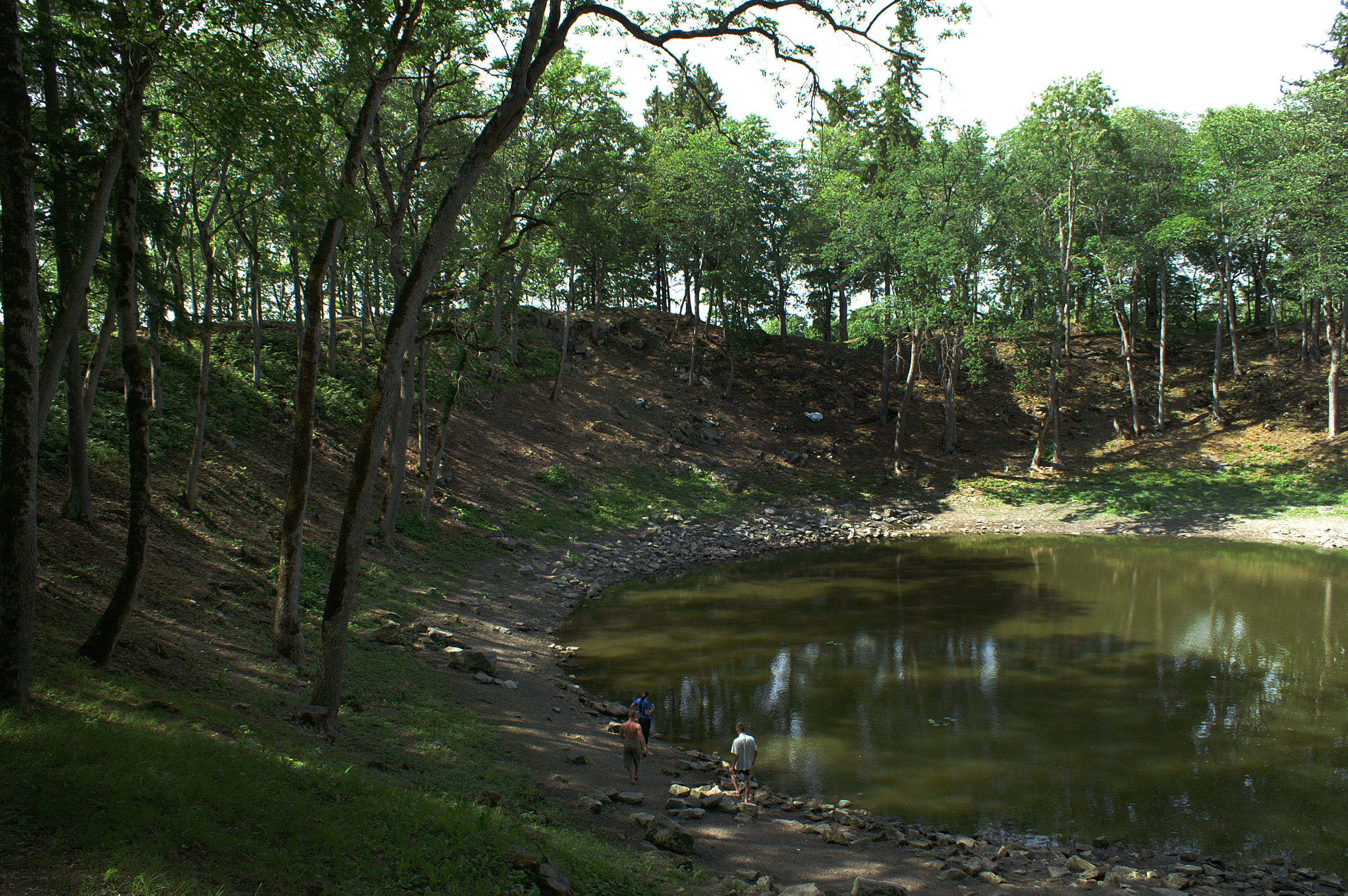
Кратер Каали
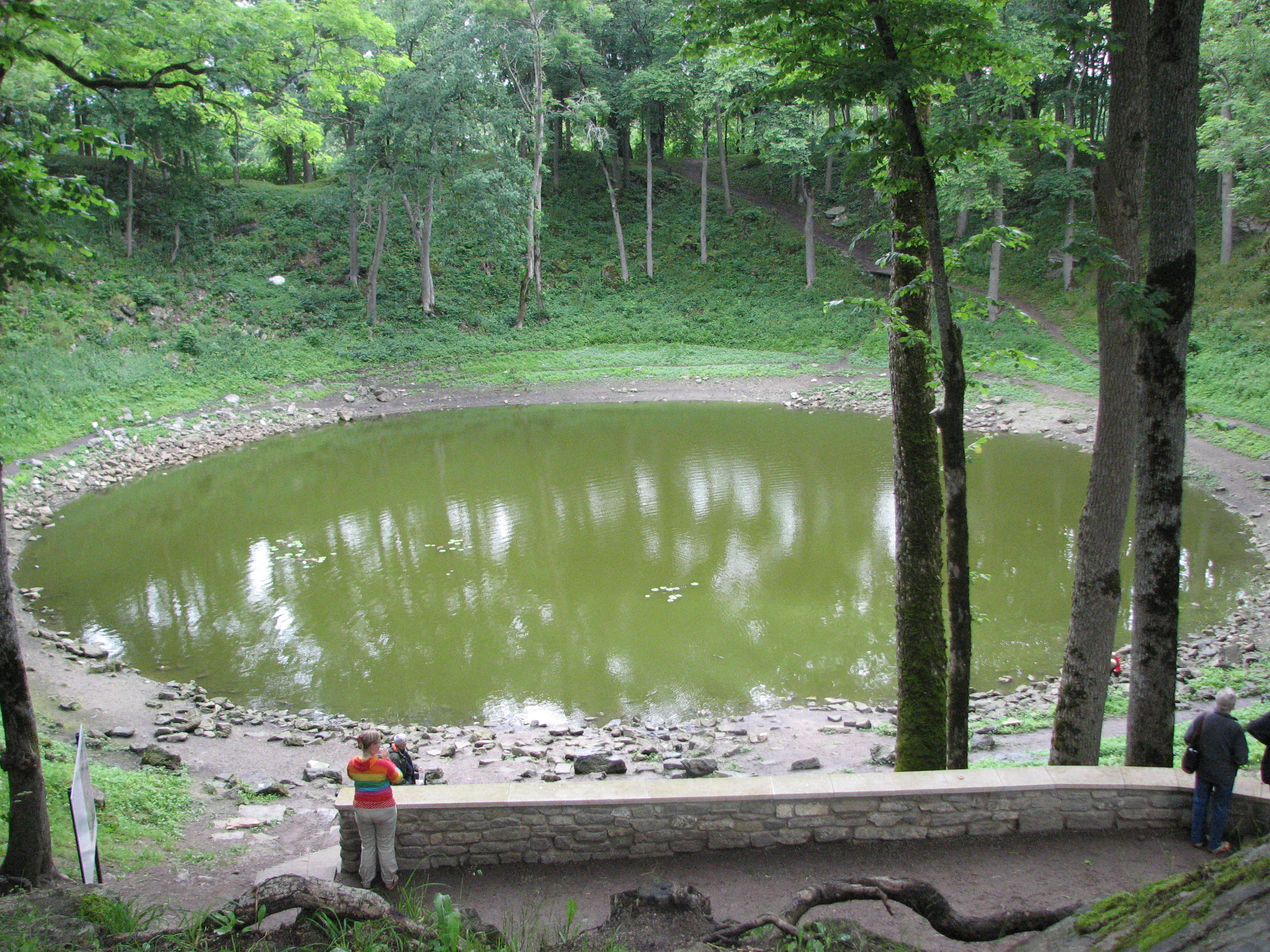
Кратер в 2007 году
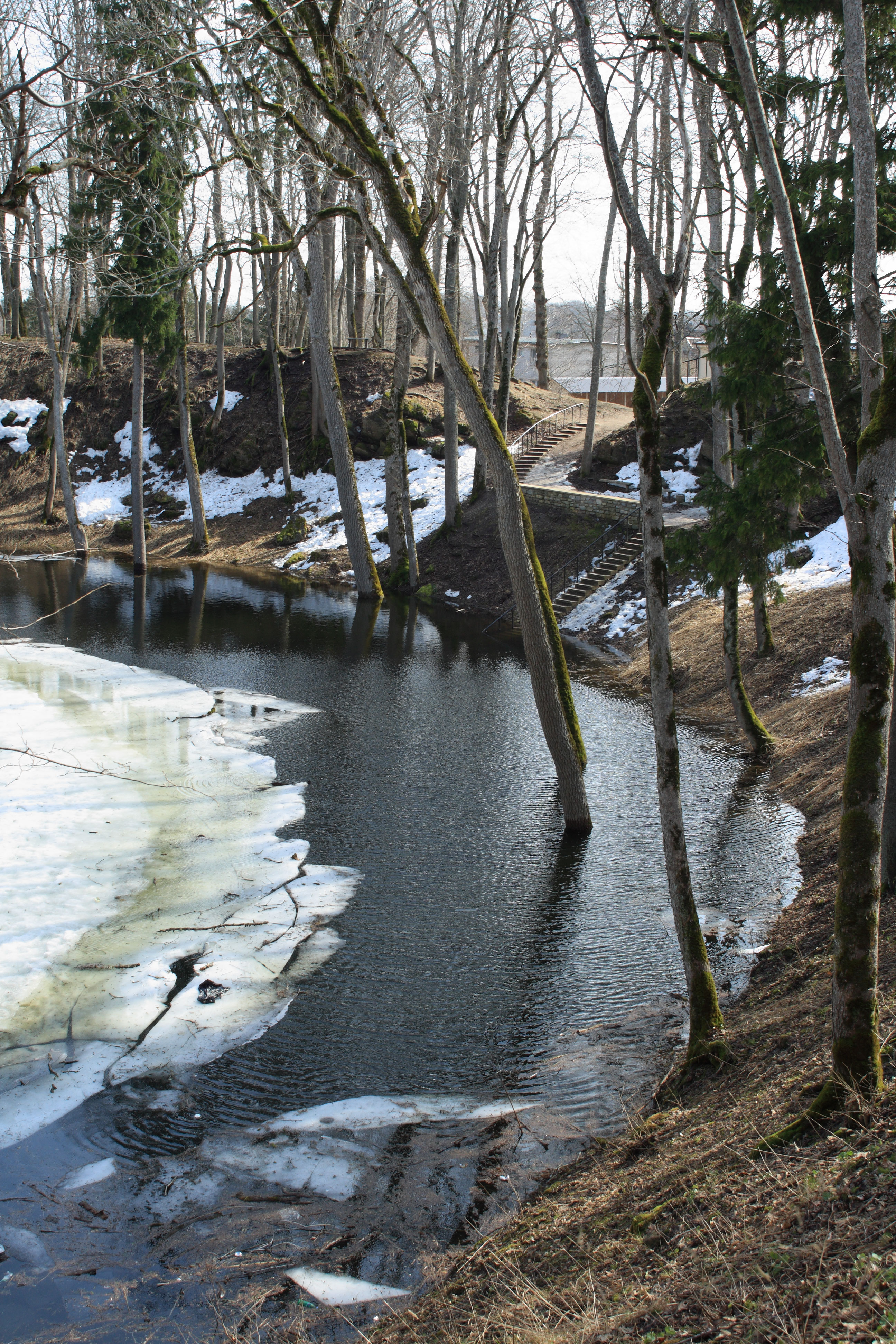
Кратер, половодье 2010 года